# 千秋乡
千秋乡，是中华人民共和国四川省南充市南部县曾经下辖的一个乡。2019年10月，撤销玉镇乡和千秋乡，将其所属行政区域划归伏虎镇管辖。

## 行政区划
千秋乡撤销前下辖以下地区：
石人坪村、书房沟村、杨柳村、龙门垭村、油榨沟村、双碑垭村、新寺湾村、王家桥村、龙回山村、蒲氏祠村、安子山村和凤阳寺村。